# Coudoulous (Lozère)
Pour les articles homonymes, voir Coudoulous (homonymie).
Le site antique de Coudoulous dit aussi voie romaine de Coudoulous consiste en un vestige de route antique taillée dans le schiste et se caractérise par de profondes ornières en deux sillons parallèles. On note également la présence de trois inscriptions anthroponymiques gravées dans la pierre de la paroi jouxtant la voie. Le site est inscrit au titre des monuments historiques en 1978.

## Localisation
Il tient son nom du hameau de Coudoulous, sur la commune du Collet-de-Dèze dans le département de la Lozère et la région Languedoc-Roussillon. Il se trouve aux lieux-dits du Costenas et de lou Castelas en contrebas de la route départementale 35 dite route des crêtes entre les communes de Saint-Andéol-de-Clerguemort (7,4 km) et du Collet-de-Dèze (8,7 km). Il rejoint, au col de la Croix de Berthel, la draille du Languedoc qui conduit sur le mont Lozère.

## Description

### La voie
Une chaussée de schiste continue, sur toute la surface, est entaillée par deux ornières parallèles sur une cinquantaine de mètres. L'écartement entre les ornières est constant et mesure 1,45 m.
La profondeur des sillons amène à se poser un certain nombre de questions. En effet, la route ne reliait aucune agglomération notable qui aurait pu se traduire par un trafic important, d'où l'usure extrême de la chaussée. Pourtant, elle a pu constituer un axe de communication essentiel pour relier la plaine du Languedoc au Gévaudan. Sa construction complexe a dû nécessiter une logistique performante dont la mise en œuvre reflèterait un rôle capital en tant qu'axe commercial pour l'économie du sud de la Gaule et au-delà. Elle a pu servir à acheminer les minerais (fer, argent, plomb) exploités dans la région, ainsi que du bois, des céréales, du vin et du sel, etc. Ces charrois parfois très lourds ont dû contribuer à l'usure de la route.
Elle est aussi d'une très haute antiquité comme semblent le montrer les différents gradins côté montagne. Ils témoignent de différents niveaux. En tout cas, les morceaux de quartz présents dans les ornières ne montrent guère de traces d'usure, car cette pierre est plus dure.
Si la profondeur des sillons est bien due à l'usure, il est cependant probable que des rainures, devenues plus tard des ornières, aient été préalablement aménagées pour empêcher les charrois de dévier et de tomber dans le précipice attenant à la voie. En effet, le schiste est particulièrement glissant lorsqu'il est humide et les roues cerclées de fer ne pouvaient plus guère adhérer. Cette disposition a été observée pour d'autres routes de montagne.

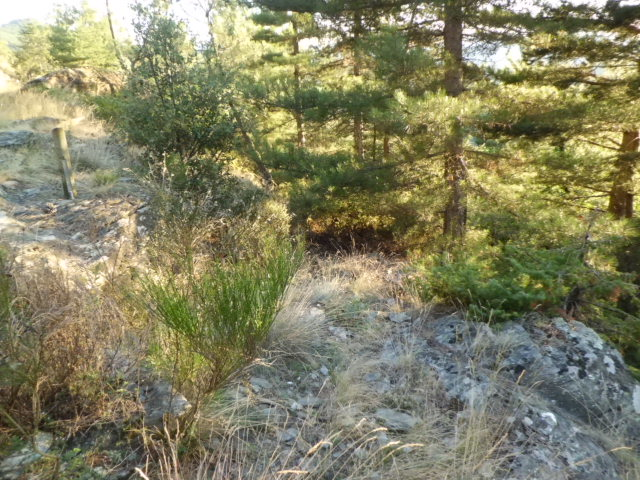
Croisement des voies antiques.
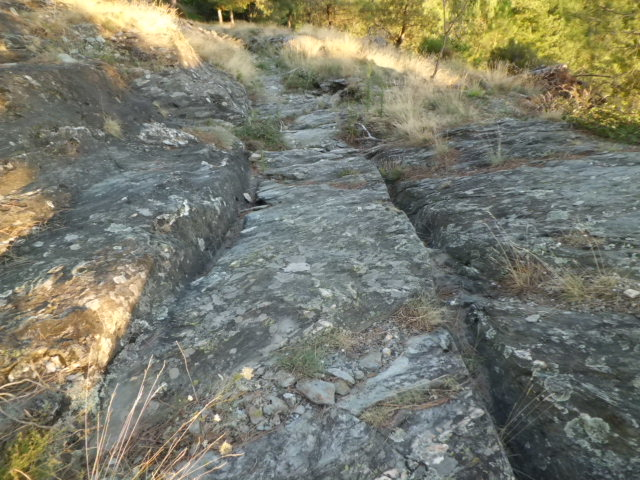
Ornières.
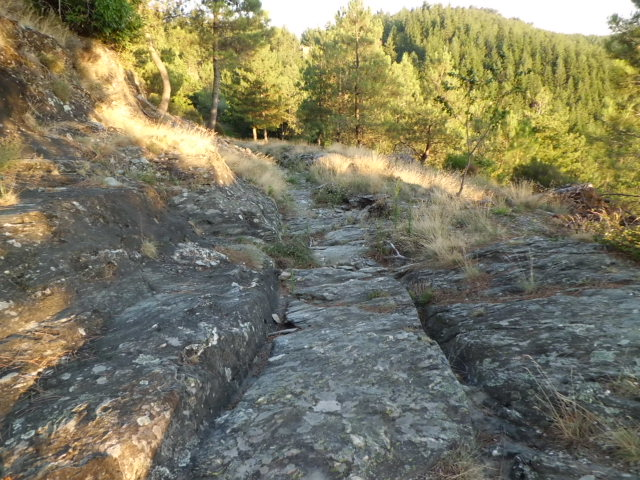
Ornières.

### Les inscriptions

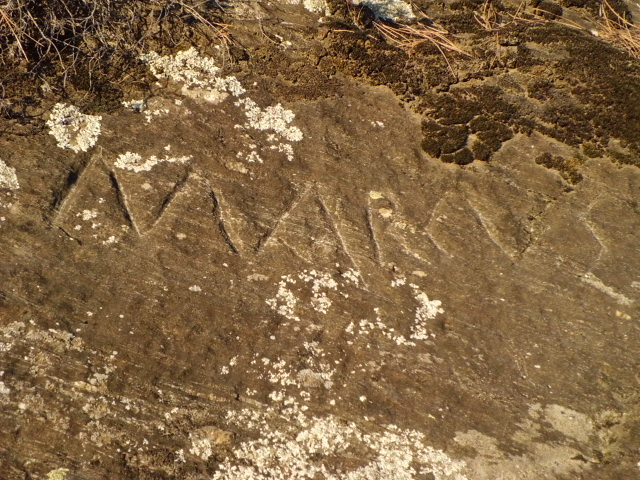
Graffiti au nom de Marcus.